# Chitral
Chitral fou un estat indígena a l'actual Pakistan, a la regió del Balawaristan, que va existir fins al 1969. Tenia una superfície d'11.655 km² i una població de 105.000 habitants (1951). La capital fou la ciutat del mateix nom, coneguda també com a Kashkar i com a Chitrar (els habitants s'anomenen a si mateix com a kashkaris).

## Història

### Edat mitjana
La regió estava habitada abans de l'arribada dels xinesos per un poble anomenat pisača, que era caníbal. Ja els xinesos van batejar la regió com a Chitar (jardí verd) quan van arribar al segle I i van derrotar a les poblacions locals. Però després la regió torna a caure a la foscor, fins al segle x. Per troballes arqueològiques se sap que estava sota govern del rei Djaypal de Kabul vers el 900 i la població era budista.
Va ser governat per la dinastia dels Raisiyya, que remunta als seus orígens mítics a l'enllaç d'un santó local procedent del Gran Khorasan amb la filla d'un sobirà grec de la zona (fins i tot esmentat com a descendent d'Alexandre el Gran). Els mongols hi van arribar probablement al segle xiii. Baba Ayyub, net de Baber, havia entrat al servei de la dinastia; va deixar un fill, i aquest fou el pare de Sangin Ali I, que va esdevenir el principal feudatari del rei de Chitral.

### Edat moderna
Sangin Ali va deixar dos fills, que vivien al segle xvi, anomenats Muhammad Rida i Muhammad Beg, i van succeir al seu pare en les funcions d'aquest a la cort; a la mort del darrer rei raisiyya, Muhammad Rida va aconseguir el poder sense assolir el títol reial, però al cap de poc Muhtaram Shah I, fill de Muhammad Beg, el va assassinar i va prendre el poder, agafant aviat la corona 1585. El prínceps raisiyya foren deportats al Badakhxan.
El 1615 Muhammad ben Masir, de la dinastia Raisiyya, recuperà temporalment el poder amb el suport de forces de Badakhxan; va perdonar a Muhtaram però el va expulsar de Chitral. Cinc anys després, mort Muhammad, Muhtaram va retornar i va expulsar a Mahmud Raisiyya. Aquest va tornar el 1634, i les tropes de Muhtaram van desertar i va haver d'abandonar el país i va acabar morint en un enfrontament menor amb la gent de Gilgit. El seu fill Sangin Ali (més probablement devia ser net o fins i tot besnet, ja que vivia encara 111 anys després) va fugir a l'Afganistan on el 1708 va entrar al servei de Bahadur Shah I, emperador mogol de Delhi. Amb l'ajut imperial i de tropes del Principat de Swat, va poder reconquerir el seu antic domini només quatre anys després (1712). Gilgit fou castigada severament per la mort del pare. Va governar fins a 1745 quan fou assassinat per un membre de la família raisiyya. Tot i això els descendents de Sangin Ali II van conservar el poder, per mitjà d'una sèrie de sobirans febles iniciada amb Muhammad Beg, dels que no hi ha referències.
El 1775 Faramarz Shah de Yasin, nebot de Muhtaram Shah I, va accedir al tron. Destacat militar va fer campanyes als territoris veïns (Gilgit, Nagar i Kafiristan, arribant fins i tot a Caght Seray a l'Afganistan que va ocupar després d'una sagnant batalla). Fou assassinat el 1790 pel seu oncle Shah Afdal I, que va ocupar el tron, i va morir cinc anys després, deixant com successor al seu germà Shah Fadil.

### Edat contemporània
Lluites entre prínceps van esclatar llavors i les fonts no són prou d'acord amb la successió d'esdeveniments. El 1798 es va imposar el seu nebot Shah Nawaz Khan que el 1808 va poder rebutjar un atac al país pel seu cosí Khayr Allah Khan ben Ismail Allah Khan, que per un moment va dominar el país. Shah Nawaz Khan va haver d'abdicar (1812) deixant el poder (que no el tron) al seu germà Muhtaram Shah II; aquest va repartir el Chitral en petites unitats locals sota prínceps o caps, el principal dels quals va ser Mulk Aman, príncep de la vila de Chitral i el seu territori; el 1818 Muhtaram Shah II fou apartat per Shah Nawaz que així recuperava de fet el tron però Mulk Aman va reaccionar i va recuperar el poder que va exercir fins a la seva mort el 1833.
A la seva mort Muhtaram Shah II va assolir el tron formalment amb el nom de Shah Kator, apartant de la successió als fills de Mulk Aman que eren menors d'edat. Va tenir un regnat amb moltes lluites i va morir vell el 1837. El va succeir el seu fill Shah Afdal II. El 1841 el príncep de Warshigun (Yasin i Mastudj), Gawhar Aman, fill de Mulk Aman, va envair Gilgit però en fou expulsat per les forces del rei (maharaja) del Caixmir que van ocupar Gilgit; al cap d'uns anys els habitants de Gilgit, cansats del govern dels Dogra de Caixmir, van cridar altre cop a Gawhar Aman (1852) que va derrotar els caixmiris i va entrar a Gilgit. El 1853 va morir Shah Afdal i el va succeir el seu fill Muhtaram Shah III àlies Adam Khur (l'antropòfag), valent i generós però que no va tenir suport popular i fou enderrocat el 1854 pujant al tron el seu parent Aman al-Mulk. Els sobirans portaven el títol de mehtar.
El maharaja de Caixmir va contraatacar i el 1856 va ocupar Gilgit, però només va poder conservar la regió un any doncs el 1857, aprofitant els disturbis a l'Índia (la rebel·lió dels Sipais) Gawhar Aman va recuperar la regió expulsant la guarnició sikh. Van seguir uns anys de guerra sense resultats decisius fins que va morir Gawhar el 1860 i Caixmir va recuperar Gilgit.
El 1868 Chitral fou atacat pel sobirà de Badakhxan, Mahmud Shah, que fou rebutjat fàcilment. El 1879 el mehtar va signar un conveni amb el maharaja de Caixmir pel qual va reconèixer la supremacia d'aquest darrer i rebia un subsidi de 12000 rúpies l'any. El 1881 Aman al-Mulk, que ja dominava Mastudj, Yasin i Ghizr, va poder reunificar el territori després de derrotar a Pahlwan Bahadur, príncep del Chitral Superior. El país fou visitat per la missió Lockhart el 1885-1886, i el 1888 per la missió Durand. Un tractat amb els britànics fou signat el 1889. Aman al-Mulk va veure confirmat el subsidi del "darbar" (govern=) de Caixmir el 1891 i va morir sobtadament el 30 d'agost de 1892; el va succeir el seu fill Afdal al-Mulk que va morir assassinat pel seu oncle Shir Afzal l'1 de desembre de 1892, però fou ràpidament expulsat del poder pel príncep governador de Yasin Nizam al-Mulk (12 de desembre de 1892) que va prendre el poder amb el suport d'un germà gran d'Afdal al-Mulk que estava refugiat a Gilgit.
Nizam al-Mulk fou ferit de mort pel seu germanastre Amir al-Mulk (1 de gener de 1895) que va assolir el poder, però el país fou envaït per Umra Khan, wali de Djandol i que en aquest moment dominava el principat de Dhir, al que es va unir Shir Afdal que estava exiliat a l'Afganistan (2 de setembre de 1895). La petita força anglo-caixmiri estacionada a Chitral en virtut del tractat de 1889, fou atacada pels revoltats. Amir al-Mulk va entrar en contacte secretament amb Umra Khan, però fou empresonat per l'agent britànic que va posar al tron provisionalment a Shudja al-Mulk, de 14 anys, fill d'Aman al-Mulk. L'agent britànic amb una força mixta local i britànica de 400 homes va atacar a Umra Khan i Shir Afdal sense gaire èxit i els rebels van iniciar l'històric setge de la fortalesa de Chitral que va durar del 3 de març al 19 d'abril de 1895, setge que fou aixecat poc abans de l'arribada de les forces britàniques de socors procedents de Malakand i Dir que van entrar a la ciutat 26 d'abril de 1895. Shir Afdal fou fet presoner pels anglesos i Umra Khan va fugir a l'Afganistan. Amir al-Mulk fou enviat deportat a l'Índia i Shudja al-Mulk confirmat com mehtar (1 de maig de 1895). En endavant el territori va gaudir de pau.
L'estat va cooperar amb els britànics a la guerra a l'Afganistan el 1919 i el subsidi es va augmentar a 100.000 rúpies i va rebre el títol d'altesa i una salutació d'onze canonades. Un tractat fou signat el 1926 que establia el combat conjunt contra el contraban de drogues per Dir i Swat cap a l'Índia.
Shudja al-Mulk fou un governant modern, que va portar l'electricitat, el correu, el telègraf, els vehicles, i altres avanços al país; va fer construir carreteres, fortins, dipòsits de cereals, canals i escoles; va construir el Djami masdjid més gran entre Gilgit i Peshawar i va ser conegut com l'arquitecte (del Chitral). Va morir el 13 d'octubre de 1936 i el va succeir el seu fill Muhammad Nasir al-Mulk, poeta i protector de la literatura. Va morir el 29 de juny de 1943 i el va succeir el seu germà Muhammad Muzaffar al-Mulk. Aquest sobirà va proclamar la seva integració al Pakistan (1947); va morir el 7 de gener de 1949 i el va succeir el seu fill Sayf al-Rahman que va morir en un accident aeri el 14 d'octubre de 1953, deixant un fill infant Muhammad Sayf al-Mulk Nasir, de tres anys, que va governar sota un consell de regència presidit per l'agent polític, dins l'agència de Malakand i amb un wazir-i azam (funcionaria designat pel govern de Pakistan) al front dels afers.
El 28 de juliol de 1969 el Pakistan va annexionar el principat.

## Governants
| Dates                                    | Mehtars de Chitral                                                                |
| ---------------------------------------- | --------------------------------------------------------------------------------- |
| 1584 - 1615                              | Muhtaram Shah I                                                                   |
| 1615 - ?                                 | Muhammad ben Masir (de la dinastia Raisiyya, que recupera temporalmente el poder) |
| ? - 1620                                 | Mahmud (dinastia Raisiyya)                                                        |
| 1620-1634                                | Muhtaram Shah I (segona vegada)                                                   |
| 1634- ?                                  | Mahmud (segona vegada)                                                            |
| ? - 1712                                 | la dinastia Raisiyya recupera el poder                                            |
| 1712 - 1745                              | Sangalli (Sangin Ali II)                                                          |
| 1745 - ?                                 | Mohammad Beg                                                                      |
| ? - 1775                                 | Desconeguts                                                                       |
| 1775 - 1790                              | Faramarz Shah de Yasin                                                            |
| 1790 - 1795                              | Shah Afdal I (oncle)                                                              |
| 1795 - 1798                              | Shah Fadil (germà)                                                                |
| 1798 - 1808                              | Shah Nawaz Khan (nebot)                                                           |
| 1808 - 1809                              | Khayr Allah Khan (cosí)                                                           |
| 1809 - 1812                              | Shah Nawaz Khan (segona vegada)                                                   |
| 1812 - 1818                              | Mohtaram Shah II                                                                  |
| 1818 - c. 1825                           | Shah Nawaz Khan (tercera vegada)                                                  |
| c. 1825 - 1833                           | Mulk Aman                                                                         |
| 1833 - 1837                              | Mohtaram Shah II (segona vegada)                                                  |
| 1837 - 1853                              | Shah Afdal II                                                                     |
| 1853 - 1854                              | Mohtaram Shah III                                                                 |
| 1854 - 30 d'agost de 1892                | Aman al-Mulk                                                                      |
| 30 d'agost 1892 - 1 de desembre 1892     | Afdal al-Mulk                                                                     |
| 1 de desembre 1892 - 12 de desembre 1892 | Shir Afzal                                                                        |
| 12 de desembre 1892 - 1 de gener 1895    | Nizam al-Mulk                                                                     |
| 1 de gener 1895 - 2 de setembre 1895     | Amir al-Mulk                                                                      |
| 2 de setembre 1895- 1895                 | Umra Khan                                                                         |
| 1 de maig 1895 - 13 d'octubre 1936       | Shuja al-Mulk                                                                     |
| 13 d'octubre 1936 - 29 de juny 1943      | Mohammad Nasir al-Mulk                                                            |
| 29 de juny 1943 - 7 de gener 1949        | Mohammad Muzaffar al-Mulk                                                         |
| 7 de gener 1949 - 14 d'octubre 1953      | Saif al-Rahman                                                                    |
| 14 d'octubre 1953 - 28 de juliol 1969    | Mohammad Saif al-Mulk Nasir                                                       |